# 그로세토도
그로세토도(이탈리아어: Provincia di Grosseto)는 이탈리아 토스카나주의 도이다. 도청 소재지는 그로세토이다. 면적은 4,504 km2, 인구는 227,498명(2010년 기준)이다.

## 지리

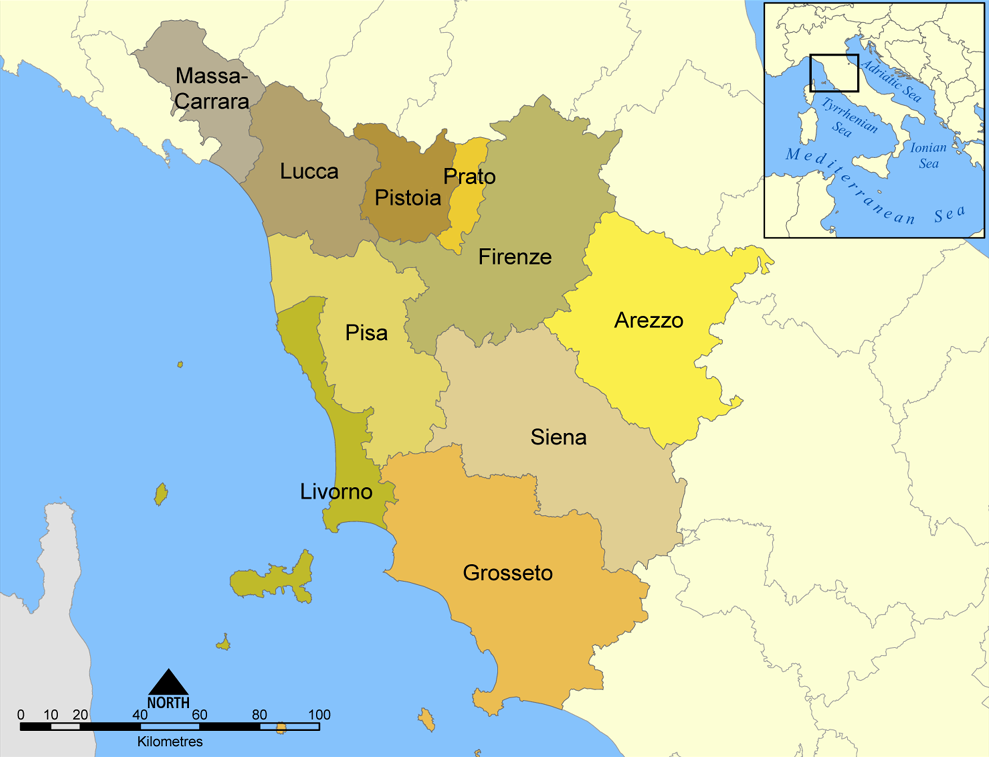
토스카나 주에 있는 도들

그로세토 도는 토스카나 주 남쪽 끝에 위치해 있으며, 넓이는 4,504 평방 킬로미터이고, 토스카나 주에서 가장 넓고 이탈리아에서 인구 밀도가 가장 적은 현 중 한 곳이다. 북쪽으로는 피사도, 북서쪽에는 리보르노도, 북동쪽에는 시에나도, 남동쪽에는 라치오주에 비테르보도를 접한다. 남쪽에는 이솔라델질리오, 잔누트리, 포르미케 디 그로세토, 포르미카 디 부라노가 포함되어 있는 토스카나 제도가 위치한 티레니아해가 있다.
토스카나 제도 국립 공원은 그로세토도와 리보르노도에 걸쳐 있으며, 토스카나 제도의 주요 7개 섬인 엘바섬, 질리오섬, 카프라이아섬, 몬테크리스토섬, 피아노사섬, 잔누트리섬, 고르고나섬 그리고 그외의 작은 섬들과 바위로 된 노두(露頭) 등이 속해 있다. 토스카나 제도 국립 공원에서 가장 고지점은 엘바섬에 위치한 고도 1,019m의 카판네산이다.